# Вулиця Грицая (Львів)
Ву́лиця Гри́цая — вулиця у Личаківському районі міста Львова, у місцевості Погулянка. Бере свій початок від будинку № 91 по вулиці Зеленій і прямує до вулиці Родини Крушельницьких. Прилучається вулиця Слободівни.

## Історія
Назва вулиці змінювалася неодноразово, переважно у зв'язку зі змінами політичних режимів:
- до 1928 р. — Квятківка.
- від 1928 р. — Зелена бічна.
- від 1933 р. — Павліковського, на честь польського режисера та директора львівського міського театру Тадеуша Павліковського[3].
- липень 1944 р. — Павліковського, на честь ідеолога польської природоохорони, доктора економіки і права, публіциста, громадського діяча Яна Павліковського
- від 1946 р. — Вересаєва, на честь російського і радянського письменника Вікентія Вересаєва.
- від 1992 р. — Дмитра Грицая, на честь українського військового та політичного діяча Дмитра Грицая[4].

## Забудова
Вулиця Грицая забудована двоповерховими віллами в стилі польського конструктивізму 1930-х років та радянського 1950-1960-х років. Переважна більшість будинків на вулиці внесені до реєстру пам'яток архітектури місцевого значення.

### З парного боку вулиці
№ 6.

Пам'ятка архітектури місцевого значення № 2575-м

Вілла
№ 8 — двоповерхова вілла, збудована в стилі польського конструктивізму 1930-х років. Тут у 1950—1995 роках мешкав український поет, громадський та політичний діяч Ростислав Братунь. В пам'ять про Ростислава Братуня на фасаді будинку 1998 року встановлено бронзову пам'ятну таблицю (скульптор — Еммануїл Мисько, архітектор — Василь Каменщик). Будинок внесений до реєстру пам'яток архітектури місцевого значення під охоронним № 2576-м.
№ 10.

Пам'ятка архітектури місцевого значення № 2577-м

Вілла

### З непарного боку вулиці
№ 7 — двоповерхова вілла, збудована у 1908—1909 роках за проєктом архітектора Генрика Орлеана на замовлення С. Квятковської. Будинок внесений до реєстру пам'яток архітектури місцевого значення під охоронним № 2040-м.
№ 9.

Пам'ятка архітектури місцевого значення № 2077-м

Вілла
№ 11.

Пам'ятка архітектури місцевого значення № 2578-м

Вілла
№ 11А.

Пам'ятка архітектури місцевого значення № 2579-м

Вілла
№ 15.

Пам'ятка архітектури місцевого значення № 2580-м

Вілла
№ 17.

Пам'ятка архітектури місцевого значення № 2581-м

Вілла
№ 19.

Пам'ятка архітектури місцевого значення № 2582-м

Вілла

## Галерея

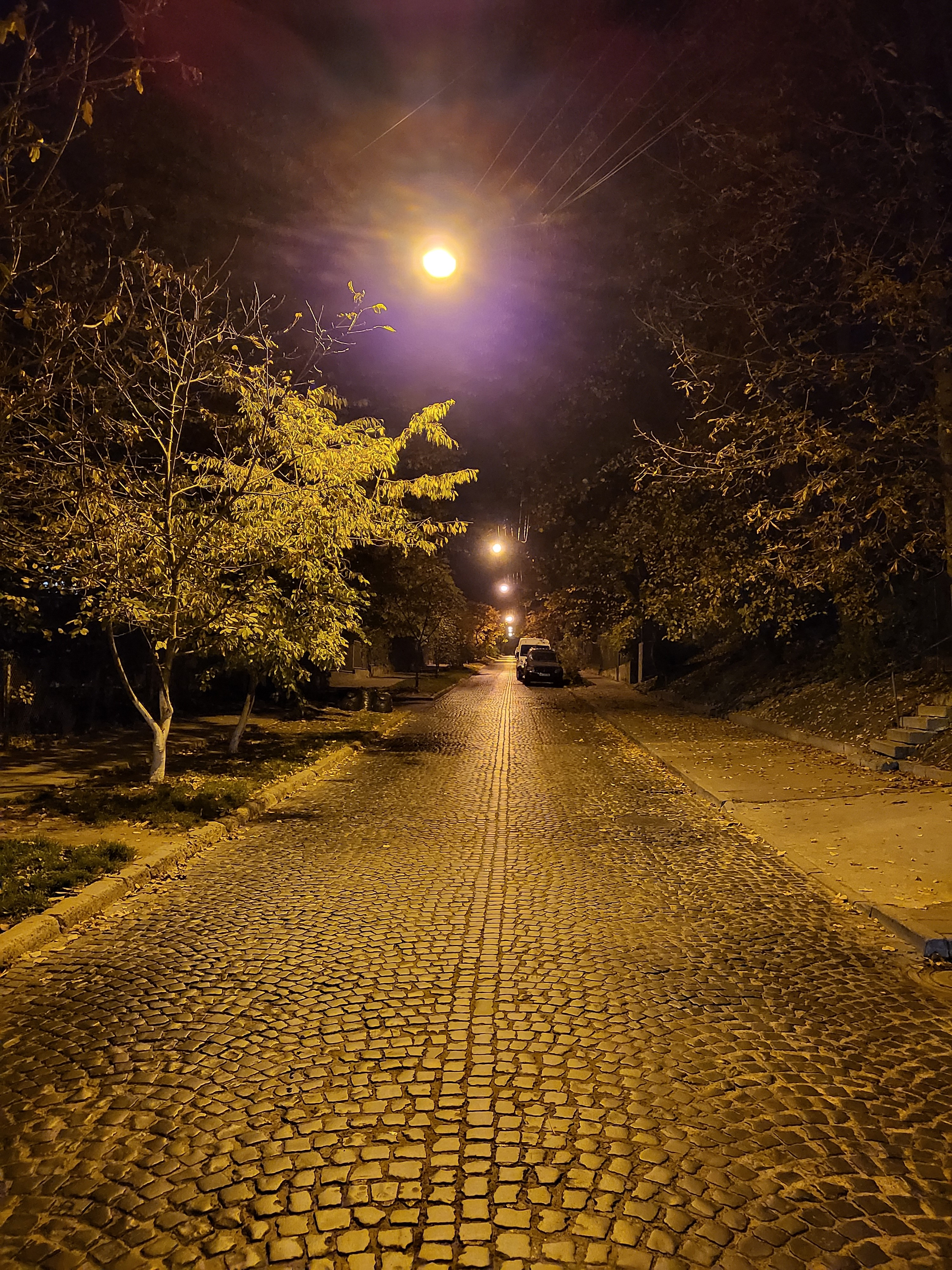
Початок вулиці ввечері
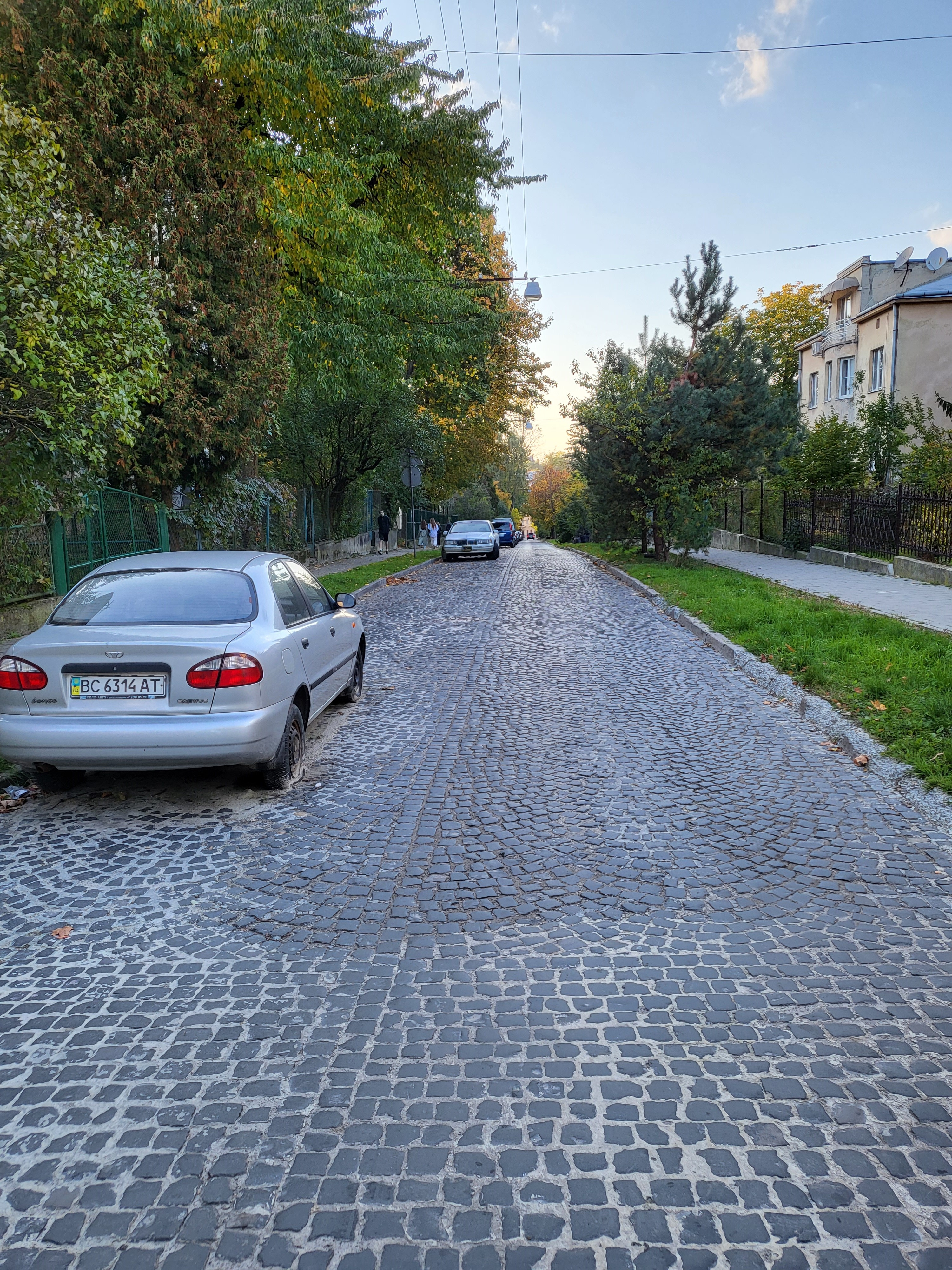
Вид на прикінцеву частину вулиці